# The Best of Keane
The Best of Keane es el primer álbum que compila los mejores temas del grupo británico Keane. El álbum fue lanzado el 11 de noviembre de 2013 y producido por Island Records. El álbum contiene todos los sencillos de los primeros cuatro álbumes de estudio de la banda, Hopes and Fears, Under the Iron Sea, Perfect Symmetry y Strangeland (con la excepción de "The Lovers Are Losing" y "Better Than This", que son reemplazados por "My Shadow" del EP Night Train y "Hamburg Song" de Under the Iron Sea), además de dos nuevas canciones: "Higher Than the Sun" y "Won't Be Broken", escritas durante la era Strangeland. La versión de lujo del álbum incluye un segundo disco con todas las caras B (excluyendo "She Opens Her Eyes" de This Is the Last Time, "Untitled 2" de Bedshape, "Tyderian" de Nothing in My Way y algunas versiones, remezclas y lanzamientos en vivo ) y una canción inédita titulada "Russian Farmer's Song".

## Lista de canciones
Disco estándar:

| Disco Uno |                                |                    |          |  |
| N.º       | Título                         | Originalmente de   | Duración |  |
| 1.        | «Everybody's Changing»         | Hopes and Fears    | 3:35     |  |
| 2.        | «Somewhere Only We Know»       | Hopes and Fears    | 3:55     |  |
| 3.        | «Bend and Break»               | Hopes and Fears    | 3:38     |  |
| 4.        | «Bedshaped»                    | Hopes and Fears    | 4:35     |  |
| 5.        | «This Is the Last Time»        | Hopes and Fears    | 3:27     |  |
| 6.        | «Atlantic»                     | Under the Iron Sea | 4:10     |  |
| 7.        | «Is It Any Wonder?»            | Under the Iron Sea | 3:05     |  |
| 8.        | «Nothing in My Way»            | Under the Iron Sea | 3:59     |  |
| 9.        | «Hamburg Song»                 | Under the Iron Sea | 4:37     |  |
| 10.       | «Crystal Ball»                 | Under the Iron Sea | 3:53     |  |
| 11.       | «A Bad Dream»                  | Under the Iron Sea | 5:02     |  |
| 12.       | «Try Again (canción de Keane)» | Under the Iron Sea | 4:27     |  |
| 13.       | «Spiralling»                   | Perfect Symmetry   | 3:27     |  |
| 14.       | «Perfect Symmetry»             | Perfect Symmetry   | 5:11     |  |
| 15.       | «My Shadow»                    | Night Train        | 4:49     |  |
| 16.       | «Silenced by the Night»        | Strangeland        | 3:16     |  |
| 17.       | «Disconnected»                 | Strangeland        | 3:56     |  |
| 18.       | «Sovereign Light Café»         | Strangeland        | 3:28     |  |
| 19.       | «Higher Than the Sun»          | Nueva canción      | 3:21     |  |
| 20.       | «Won't Be Broken»              | Nueva canción      | 3:42     |  |

Disco bonus incluida en la versión deluxe del álbum

| Disco Dos |                                     |                          |          |  |
| N.º       | Título                              | Lado B del sencillo      | Duración |  |
| 1.        | «Snowed Under»                      | "Somewhere Only We Know" |          |  |
| 2.        | «Walnut Tree»                       | "Somewhere Only We Know" |          |  |
| 3.        | «Fly to Me»                         | "Everybody's Changing"   |          |  |
| 4.        | «To the End of the Earth»           | "Everybody's Changing"   |          |  |
| 5.        | «The Way You Want It»               | "Everybody's Changing"   |          |  |
| 6.        | «Something in Me Was Dying»         | "Bedshaped"              |          |  |
| 7.        | «Allemande»                         | "This Is the Last Time"  |          |  |
| 8.        | «Let It Slide»                      | "Is It Any Wonder?"      |          |  |
| 9.        | «He Used to Be a Lovely Boy»        | "Is It Any Wonder?"      |          |  |
| 10.       | «Thin Air»                          | "Nothing in My Way"      |          |  |
| 11.       | «The Iron Sea» (Magic Shop Version) | "Crystal Ball"           |          |  |
| 12.       | «Maybe I Can Change»                | "Crystal Ball"           |          |  |
| 13.       | «Time to Go»                        | "The Lovers Are Losing"  |          |  |
| 14.       | «Staring at the Ceiling»            | "Perfect Symmetry"       |          |  |
| 15.       | «Myth»                              | "Silenced by the Night"  |          |  |
| 16.       | «Difficult Child»                   | "Sovereign Light Café"   |          |  |
| 17.       | «Sea Fog» (Live in Mexico City)     | "Disconnected"           |          |  |
| 18.       | «Russian Farmer's Song»             | No lanzada               | 6:34     |  |

## Posicionamiento
| Listas (2013)                   | Posición |
| ------------------------------- | -------- |
| Bélgica (Ultratop flamenca)     | 15       |
| Bélgica (Ultratop valona)       | 10       |
| Países Bajos (Album Top 100)    | 13       |
| Irlanda (IRMA)                  | 21       |
| Portugal (AFP)                  | 17       |
| Escocia (Scottish Albums Chart) | 9        |
| España (PROMUSICAE)             | 24       |
| Suiza (Schweizer Hitparade)     | 66       |
| Reino Unido (UK Albums Chart)   | 10       |